# Sarawak Report
Sarawak Report è una piattaforma di giornalismo investigativo gestita da Londra dal 2010 da Clare Rewcastle Brown, cognata dell'ex primo ministro britannico Gordon Brown. Il sito web ha riferito sul benessere degli indigeni nel Sarawak, seguito da rapporti di divulgazione di scandali di corruzione nel Sarawak e in Malaysia in generale. Il sito è stato bloccato dal governo di Barisan Nasional dal 2015 al 2018 a causa della copertura dello scandalo 1Malaysia Development Berhad (1MDB). Dopo le elezioni generali malesi del 2018, il nuovo governo, guidato da Pakatan Harapan, ha riattivato il sito web.
Secondo il sito web del Sarawak Report, esiste per fornire una piattaforma per coloro a cui è negato l'accesso ai media controllati dallo Stato e per "offrire una visione alternativa di giustizia, trasparenza e un futuro più giusto".

## Percezione
Il Sarawak Report ha ricevuto elogi e critiche. Nel 2013, Bridget Welsh, professoressa di scienze politiche presso la Singapore Management University ed esperta di affari malesi, ha riconosciuto il Sarawak Report per il suo "impatto sul dibattito politico" sulla deforestazione in Sarawak, e il The New York Times ha nominato la signora Rewcastle Brown "una delle voci più efficaci di sensibilizzazione sulla deforestazione in Malesia”.
Nel giugno 2015, in seguito alle rivelazioni dello scandalo 1MDB, Protection Group International (PGI) ha affermato che i documenti del Sarawak Report erano "incoerenti" e "inaffidabili".